# Gens Sextia
La gens Sextia fue una familia de plebeyos de la Roma, del tiempo de la República temprana y continuando hasta tiempo imperial. El miembro más famoso de la gens fue Lucio Sextio Sextino, quien como tribuno de la plebe de 376 a 367 a. C., impidió la elección de los magistrados anuales, hasta la aprobación de la Leges Liciniae-Sextiae, en su último año. Esta ley, sacada adelante por Sextio y su colega, Cayo Licinio Calvo, abrió el consulado a los plebeyos, y al año siguiente Sextio fue elegido primer cónsul plebeyo. A pesar de la antigüedad de la familia, sólo otro miembro obtuvo el consulado durante el tiempo de la República. Su nombre aparece más a menudo en los Fasti bajo el Imperio.

## Origen de la gens
El nomen Sextius es un apellido patronímico, derivado del praenomen Sextus, significando "sexto", el cual tiene que haber pertenecido al antepasado de la gens. Es frecuentemente confundido con el de la patricia gens Sestia, y de hecho las dos familias originalmente pueden haber sido la misma; aun así, los autores romanos les consideraron distintas gentes. La plebeya gens Sextilia era derivada del mismo praenomen.

## Praenomina utilizada por la gens
Los Sextii utilizaron una variedad de praenomina, incluyendo Marcus, Gaius, Lucius, Publius, Quintus, y Titus, todos ellos muy comunes en la historia romana. Hay ejemplos tempranos de Sextus, el praenomen que dio su nombre a la familia, y quizás también de Numerius. Algunos Sextii también utilizaron el praenomen Vibius, un nombre que era también utilizado por los patricios Sestii, lo que sugiere que las dos gentes, de hecho, pueden haber compartido un origen común.

## Ramas y cognomina del gens
La mayoría de los Sextii bajo la República no llevaron ningún apellido, o sólo tenían cognomina personales, en vez de nombres familiares. Estos incluían Baculus, Calvinus, Lateranus, Naso, Paconianus, y Sabinus.